# 第46屆威尼斯影展

第46屆威尼斯影展於1989年9月4日到9月15日（當地時間）在義大利威尼斯舉行，由安德烈·斯米尔诺夫擔任評審團主席。

## 評審團
- 安德烈·斯米尔诺夫（英语：Andrei Smirnov (actor)）：演員、導演。（評審團主席）
- 內斯特·阿爾門德羅斯（英语：Néstor Almendros）：攝影。
- 普皮·艾瓦帝（英语：Pupi Avati）：導演。
- 克勞斯·馬利亞·布朗道爾（英语：Klaus Maria Brandauer）：演員、導演。
- 丹妮埃爾・海曼（英语：Danièle Heymann）：記者、影評人。
- 埃萊妮·卡雷恩德魯：作曲家
- 瑪麗安吉拉·梅拉托（英语：Mariangela Melato）：演員。
- 大衛·羅賓森：影評人。
- 謝晉：導演。
- 約翰·蘭迪斯：導演。

## 官方單元

### 正式競賽單元
| 中文片名                              | 原文片名                       | 導演                | 製作國家                             |
| ------------------------------------- | ------------------------------ | ------------------- | ------------------------------------ |
| 《於是有了光》                        | Et la lumière fut              | 奧達·伊奧塞里安尼   | 法國 · 西德 · 義大利                 |
| 《澳大利亞》                          | Australia                      | 珍-雅克·安德林      | 法國 · 比利时 · 瑞士                 |
| 《柏林-耶路撒冷》                     | Berlin-Jerusalem               | 阿莫斯·吉泰         | 以色列 · 荷蘭 · 義大利 · 法國 · 英国 |
| 《藍眼》                              | Blauäugig                      | 萊因哈特·豪夫       | 西德 · 美国 · 阿根廷                 |
| 《克里斯蒂安》                        | Christian                      | 蓋布里爾·亞斯里     | 丹麦 · 義大利                        |
| 《悲情城市》                          | 《悲情城市》                   | 侯孝賢              | 臺灣                                 |
| 《激情後的陰影》                      | In una notte di chiaro di luna | 里娜·韋特繆勒       | 義大利 · 法國                        |
| 《千利休：本覺坊遺文》                | 千利休 本覺坊遺文              | 熊井啟              | 日本                                 |
| 《我要回家》                          | Je veux rentrer à la maison    | 亞倫·雷奈           | 法國                                 |
| 《島》                                | Island                         | 保羅·考克斯         |                                      |
| 《蕾拉》                              | Layla                          | 泰耶·路希           | 阿尔及利亚 · 法國 · 突尼西亞         |
| 《色心》                              | M' agapas?                     | 喬戈斯·彭索包洛斯   | 希腊                                 |
| 《新年》                              | New Year's Day                 | 亨利・嘉格隆        | 美国                                 |
| 《陷阱》                              | Fallgropen                     | 維果·史約曼         | 瑞典                                 |
| 《黃色小屋的記憶》                    | Recordações da Casa Amarela    | 朱奧·西薩·蒙岱羅    | 葡萄牙                               |
| 《她早走了》                          | She's Been Away                | 彼得·霍爾           | 英国                                 |
| 《瀟灑上枝頭》                        | Sedím na konári a je mi dobre  | 朱拉·亞庫比斯克     | 捷克斯洛伐克                         |
| 《街童》                              | Scugnizzi                      | 南尼·洛伊           | 義大利                               |
| 《突然有一天》                        | एक दिन अचानक                     | 莫利奈·森           | 印度                                 |
| 《塔瑪拉·亞歷山德羅夫娜的丈夫和女兒》 | Ssibaji                        | 奧爾加·納魯特斯卡婭 | 苏联                                 |
| 《處女之死》                          | El sueño del mono loco         | 佛南多·楚巴         | 法國 · 西班牙                        |
| 《現在幾點鐘？》                      | Che ora è?                     | 埃托爾·斯科拉       | 義大利 · 法國                        |
| 《來自玫瑰山的女人》                  | La Femme De Rose Hill          | 艾倫·坦納           | 瑞士 · 法國                          |

## 獎項
- 金獅獎：《悲情城市》 － 侯孝賢
- 評審團特別獎：《於是有了光（英语：And Then There Was Light）》 － 奧達·伊奧塞里安尼
- 銀獅獎：
  - 《黃色小屋的記憶（英语：Recollections of the Yellow House）》 － 朱奧·西薩·蒙岱羅
  - 《千利休：本覺坊遺文（英语：Death of a Tea Master）》 － 熊井啓
- 金奧塞拉獎（英语：Golden Osella）：
  - 最佳劇本：吉爾斯・菲佛（英语：Jules Feiffer） － 《我要回家（英语：I Want to Go Home (1989 film)）》
  - 最佳攝影：喬治·亞爾凡尼提斯（英语：Giorgos Arvanitis） － 《澳大利亞》
  - 最佳配樂：克勞迪奧·馬托尼（英语：Claudio Mattone） － 《街童》
- 最佳男演員獎：馬切洛·馬斯楚安尼、馬西莫·特羅西 － 《現在幾點鐘？（英语：A Taxing Woman）》
- 最佳女演員獎：杰拉丁妮·詹姆斯、 佩吉·阿什克羅福特 － 《她早走了》
- 榮譽金獅獎（終身成就獎）：羅伯特·布列松

- 費比西獎：
  - 官方單元：《十誡》 － 克里斯多夫·奇士勞斯基
  - 國際影評人周單元：《沒有憐憫的愛（英语：Love Without Pity）》 － 艾力克·罗尚

## 外部連結
- 官方网站